# Olearia crosby-smithiana
Olearia crosby-smithiana là một loài thực vật có hoa trong họ Cúc. Loài này được Petrie mô tả khoa học đầu tiên.